# Skjælholmene
Skjælholmene est un groupe de deux îles de la commune de Nesodden , dans le comté d'Akershus en Norvège.

## Description
Les deux petites îles, Søndre Skjælholmen et Nordre Skjælholmen, se situent au milieu du Bunnefjorden, et sont propriétés de la municipalité d'Oslo. Les îles ont longtemps été appelées Skjærholmene, mais les noms ont été modifiés dans le cadre de l'adoption du plan de conservation du fjord d'Oslo en 2008.

## Zone protégée
- Réserve naturelle de Søndre Skjælholmen créée en 2008[2].
- réserve naturelle de Nordre Skjælholmen créée en 2009[3].

### Webographie
- Ressources relatives à la géographie :   - Common Database on Designated Areas
  - Naturbase
  - Sentralt stadnamnregister
  - World Database on Protected Areas